# System sygnalizacji pożaru

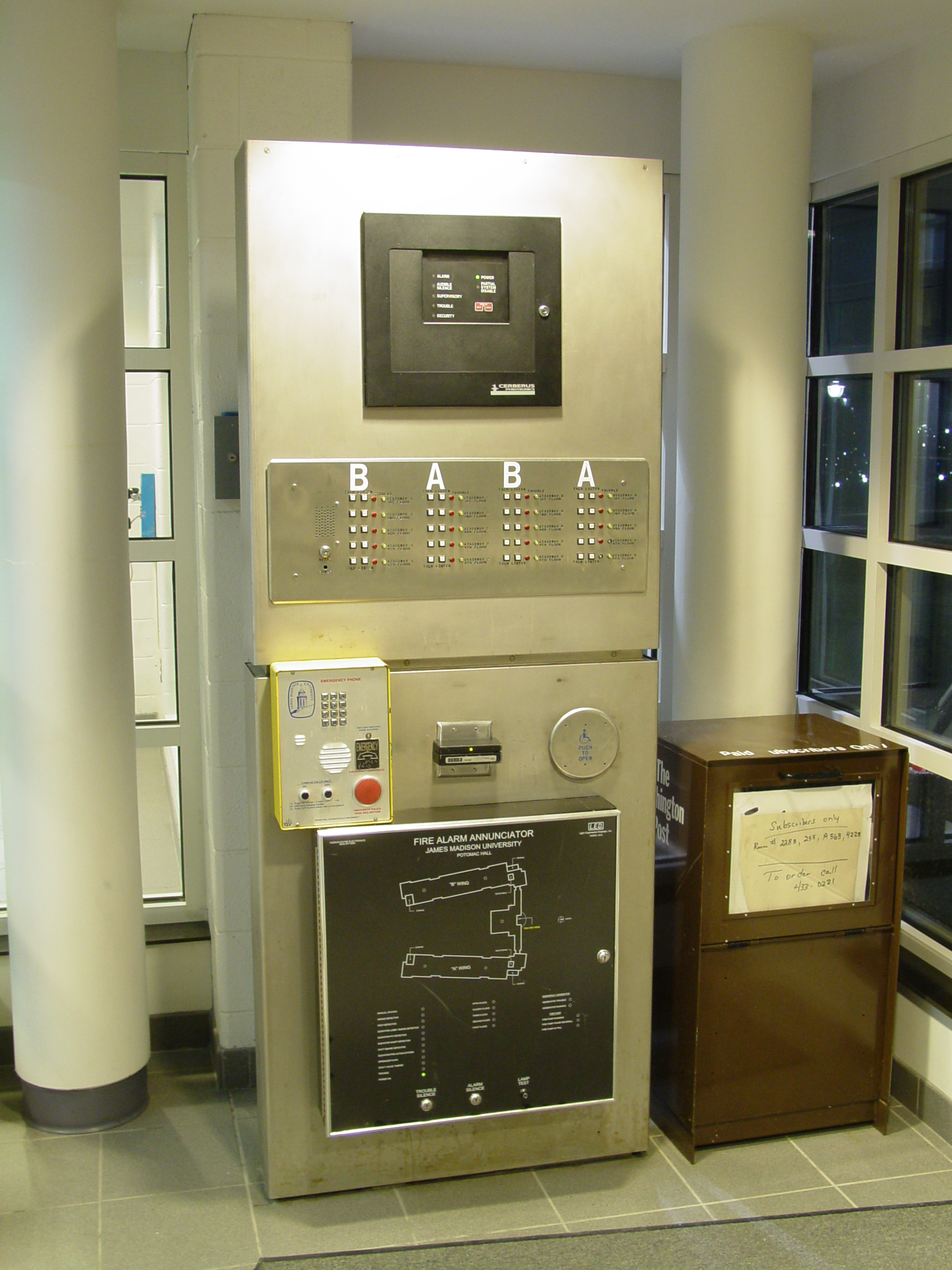
Jednostka centralna z panelem sterowania systemem sygnalizacji pożaru w budynku

System sygnalizacji pożaru, system sygnalizacji pożarowej, SSP (także SAP, czyli sygnalizacja alarmowa pożarowa lub system alarmu pożarowego) – zbiór elementów tworzących instalację o określonej konfiguracji, które są w stanie wykrywać pożar, inicjować alarm, automatycznie powiadamiać jednostkę straży pożarnej lub wykonywać inne działania zmniejszające skutki pożaru.
Podstawowym zadaniem SSP jest szybkie i bezbłędne wykrycie powstającego pożaru, zanim się on rozwinie i osiągnie rozmiary trudne do opanowania. Szybkie wykrycie źródła pożaru daje więcej czasu na przeprowadzenie ewakuacji budynku i na skuteczną ochronę zgromadzonych w nim dóbr. System SSP jest jednym z podstawowych systemów bezpieczeństwa w obiektach. Z tego powodu system ten nie może być integrowany ani na płaszczyźnie sprzętowej, ani na płaszczyźnie mediów komunikacyjnych, z innymi systemami. Jedyną możliwą płaszczyzną integracji z innymi systemami bezpieczeństwa jest poziom oprogramowania.